# Mappleton
Mappleton är en ort och civil parish i Storbritannien.   Den ligger i kommunen East Riding of Yorkshire och riksdelen England, i den sydöstra delen av landet, 260 km norr om huvudstaden London. Mappleton ligger 19 meter över havet och antalet invånare är 342.
Terrängen runt Mappleton är mycket platt. Havet är nära Mappleton åt nordost.  Närmaste större samhälle är Kingston upon Hull, 19,6 km sydväst om Mappleton. 